# Шемахинское землетрясение (1859)
Шемахинское землетрясение 1859 года произошло 27 мая (9 июня) 1859 года в Шемахинской губернии (территория Азербайджана). Эпицентр землетрясения магнитудой в 5,9 баллов находился близ города Шемаха. Хотя известно только об около 100 погибших, город был разрушен настолько, что 2 декабря 1859 года губернский центр был перенесен из Шемахи в Баку, а сама губерния переименована в Бакинскую. В других источниках датой землетрясения указывается также 11 июня 1859 года. Из-за небольшой глубины гипоцентра (около 10 км) повреждения были сильными, но только на небольшом участке. По шкале Меркалли ущерб в районе эпицентра достиг 9 баллов из 12.